# Bitva u Slivnice
Bitva u Slivnice (bulharsky битката при Сливница, srbsky bitka kod Slivnice) bylo klíčové střetnutí srbsko-bulharské války mezi 5. a 7.greg. listopadem 1885.

## Úvod
Plovdivský převrat, kterým došlo de facto ke sjednocení Bulharska, byl považován za porušení rovnováhy na Balkáně ujednané na Berlínském kongresu. Reakcí srbské strany bylo vypovězení války Bulharsku 2.greg. listopadu. Srbské vojsko snadno porazilo bulharskou domobranu a policejní jednotky nedaleko od hranic, ale jeho taktika byla špatná a po prvních dvou dnech postupu, kdy překonalo horské hřbety a proniklo na západ Sofijské kotliny, třetí den odpočívalo, čímž umožnilo bulharské a rumelijské armádě se přesunout od tureckých hranic, kde byly rozloženy.

## Bitva
Před bitvou měli Srbové na místě asi 25 000 vojáků, kdežto Bulhaři jen 12 000. Srbové plánovali útok na Slivnicu na 6. listopad, kdy měly na místo dorazit Šumadijská a Moravská divize a připojit se tak k Dunajské divizi a Drinské divizi s jezdeckou brigádou, které už byly na místě.

### 5. listopad
Bulhaři zaútočili na levé křídlo Dunajské divize a jezdecké brigády, která byla s ní. Pro ulehčení levého křídla šla Dunajská divize do protiútoku, nicméně Bulhaři neustoupili. Pak zaútočila na střed slivnické pozice Drinská divize, ale bez účinné dělostřelecké podpory, která neměla dostatečný dostřel. Bitva pokračovala až do tmy s velkými ztrátami. Z boje bylo vyřazeno na 1 200 Srbů a 600 Bulharů.

### 6. listopad
Oběma stranám se dařilo posilovat počty. Srbům dorazila ke Slivnici z jihozápadu Šumadijská divize. V obavě o svoje levé křídlo vyslali Bulhaři do týlu Moravské divize dva prapory v počtu 1 500 mužů, kteří ji zdrželi u Brezniku o 24 hodin a donutily ponechat na místě posílený zadní voj. V srbském generálním štábu v Caribrodu se obávali, aby Bulhaři nepronikli po levém křídle k dragomanskému průsmyku, a tak vyslali část Dunajské divize k jeho ochraně. Oslabená divize musela ustoupit a Bulhaři se zmocnili strategické výšiny Meka Črev. Drinská divize zatím hájila pozice, přestože ztratila asi stovku mužů a jednomu pluku došla munice. Srbské dělostřelectvo se ukázalo slabší než bulharské.

### 7. listopad
Onoho dne dosáhly srbské síly 40 000 mužů a bulharské 32 000. Brzy ráno vyslali Bulhaři jednotku k vesnici Gurguljat, kde se střetla se třemi srbskými prapory. které měly za úkol obejít bulharské pozice, a do odpoledne je porazila, čímž zajistila bulharskou převahu na jižním křídle.
Srbské jednotky na severu získaly zpět část ztraceného území a drželi výšinu Tri Uši. Po sedmi hodinách útoků se Bulharům podařilo výšinu dobýt a rozdělit Dunajskou divizi, která se však díky pomoci Drinské divize a jezdecké brigády stačila zformovat a spořádaně ustupovat k Dragomanskému průsmyku. Srbské jednotky ve středu musely čelit silnému útoku. Na jejich pravém křídle od 10 hodin bojovala Moravská divize, ale v oslabených počtech na Bulhary nestačila a pomoci od sousední Šumadijské divize se jí nedostalo. V důsledku bojů na křídlech Bulhaři oslabili svůj střed, čehož chtěla Šumadijská divize využít, ale její útok nebyl dostatečně rozhodný. S výjimkou Dunajské divize, která začala ustupovat kolem půl čtvrté odpoledne, pokračovaly boje až do tmy, která zabránila úplnému zhroucení srbských sil.
Ještě téhož dne vstoupily jednotky bulharského předvoje do Srbska u vesnice Ropot poblíž Godče. Poslední den byl nejkrvavější z celé války. Srbská strana přišla o 2 200 lidí, Bulharsko o 1 800.

## Shrnutí
Úspěch Bulharů vyplynul z toho, že porazili srbské levé křídlo. Na ostatních místech bojiště žádnou výraznou převahu ani jedna ze stran nezískala, i když Srbové zde byli aktivnější. Vzhledem k tomu, že Dunajská divize ustoupila, ostatní divize nemohly zůstat na svém místě a nejvyšší velení nařídilo ještě ten večer všeobecný ústup z bojiště. Třídenní bitva skončila neúspěchem Srbska.